# Pedaliodes garleppi
Pedaliodes garleppi  (лат.) — вид бабочек рода Pedaliodes из семейства Бархатницы. Обитатели горных районов Южной Америки: Боливия и Перу.

## Описание
Длина передних крыльев самцов 25 — 28 мм (у самок от 24 до 26 мм). Основная окраска коричнево-чёрная. Бабочки рода Pedaliodes питаются на растениях семейства Злаки (Poaceae) и встречаются в горных тропических лесах Анд и влажных лугах парамо на высотах около 3 км.

## Систематика
Вид был впервые описан в 1905 году немецким энтомологом профессором Отто Тиме (Otto Thieme, 1837—1907) в качестве вариетета под названием Pedaliodes pammenes var. garleppi Thieme, 1905. Сходен с видом Pedaliodes pammenes (Hewitson, 1874), но мельче и темнее его. В видовом статусе утверждён в 2008 году в ходе ревизии, проведённой польским лепидоптерологом Томашем Пиршом (Tomasz Wilhelm Pyrcz; Zoological Museum of the Institute of Zoology, Jagiellonian University, Краков, Польша), английским энтомологом Энджел Вилориа (Angel L. Viloria; Biogeography & Conservation Laboratory, The Natural History Museum, Лондон, Великобритания) и их коллегами из Франции и Перу.